# Рогвиль (Тургау)
Рогвиль (нем. Roggwil TG) — коммуна в Швейцарии, в кантоне Тургау.
Входит в состав округа Арбон. Население составляет 2806 человек (на 31 декабря 2007 года). Официальный код — 4431.